# Adolfo Zaldívar
Miguel Adolfo Gerardo Zaldívar Larraín (Santiago, 13 de setembro de 1943 – 27 de fevereiro de 2013) foi um político e advogado chileno. Foi senador por Aisén e de março de 2008 até à sua morte em fevereiro de 2013 foi presidente do Senado do Chile. Foi membro histórico do Partido Democrata Cristão do Chile até à sua expulsão do mesmo em dezembro de 2007, tendo depois ingressado no Partido Regionalista dos Independientes, onde esteve de 2009 a 2010.
Foi o embaixador chileno na Argentina entre 16 de junho de 2010 e 27 de fevereiro de 2013.
Zaldívar era casado com María Alicia Larraín Shaux e teve seis filhos. Era irmão do ex-presidente do Senado do Chile e ministro do interior Andrés Zaldívar.